# Veturius tarsipes
Veturius tarsipes es una especie de coleóptero de la familia Passalidae.

## Distribución geográfica
Habita en Perú.